# Europawahl in Tschechien 2009

Tschechisches Logo zur Europawahl am 5. und 6. Juni 2009

Die Europawahl in Tschechien 2009 fand am 5. und 6. Juni 2009 statt. Sie war Teil der Europawahl 2009, wobei in Tschechien 22 der 736 Sitze im Europäischen Parlament vergeben wurden.

## Wahlsystem
Das ganze Gebiet Tschechiens bildet einen Wahlbezirk. Die Wahlen fanden während zwei Tagen statt – am Freitag (14 bis 22 Uhr) und am Samstag (8 bis 14 Uhr). Die Stimmen wurden nach dem D’Hondt-Verfahren in Mandate umgerechnet. Es gibt eine Sperrklausel von 5 %. Der Wähler kann zwei Kandidaten eine Präferenzstimme erteilen. Falls ein Kandidat Präferenzstimmen von mindestens 5 % der gültigen abgegebenen Stimmen für seine Partei oder Wahlkoalition erhält, bekommt er das Mandat. Falls mehrere Kandidaten mindestens 5 % an Präferenzstimmen erhalten, werden die Kandidaten nach Präferenzstimmenzahl gereiht.
Aktiv wahlberechtigt ist jeder tschechischer Staatsbürger, der spätestens am zweiten Wahltag das Alter von 18 Jahren erreicht hat, sowie jeder Staatsbürger eines anderen Mitgliedstaates, der spätestens am zweiten Wahltag das Alter von 18 Jahren erlangte und mindestens 45 Tage im Bevölkerungsregister eingetragen ist. Im Ausland lebende Staatsbürger, welche in Tschechien an der Europawahl teilnehmen wollten, konnten nur persönlich auf tschechischem Staatsgebiet wählen.
Passiv wahlberechtigt ist jeder tschechischer Staatsbürger, der spätestens am zweiten Wahltag das Alter von 21 Jahren erlangte, und jeder Staatsbürger eines anderen Mitgliedstaates, der spätestens am zweiten Wahltag das Alter von 21 Jahren erlangte und mindestens 45 Tage im Bevölkerungsregister eingetragen ist.
Im Vergleich zu der vorherigen Legislaturperiode besetzt Tschechien mit 22 Sitzen zwei Sitze weniger.

## Politisches Vorfeld der Wahl
Bei den Wahlen ins Abgeordnetenhaus im Jahr 2006 gewann zwar Mirek Topoláneks konservativ-bürgerliche ODS, konnte aber keine Mehrheit bilden. Beide Lager (die sozialdemokratische ČSSD mit der kommunistischen KSČM auf einer Seite, und die ODS mit der christdemokratischen KDU-ČSL und der grünen SZ auf der anderen Seite) erlangten genau 100 der 200 Mandate. Durch die Unterstützung zweiter Abgeordneter der ČSSD erhielt Topolánek schließlich ein Vertrauensvotum vom Abgeordnetenhaus. Der Wahlkampf wurde als einer der aggressivsten und schlammigsten in Tschechien kritisiert. Bei den Wahlen in die Regionalparlamente im Jahr 2008 gewann die ČSSD in allen 13 Regionen. Dies vertiefte nochmals die angespannte Lage, denn die ČSSD versuchte danach in den Regionen einige Wahlversprechen, die aber nicht den Kompetenzen der Regionen entsprachen, umzusetzen. Das bekannteste Beispiel ist, dass die Regionen die von der Regierung im Rahmen einer Gesundheitsreform eingeführte Praxisgebühr den Patienten zurückzuzahlen versuchten, wonach die Regierung gegen sie vor Gericht klagte.

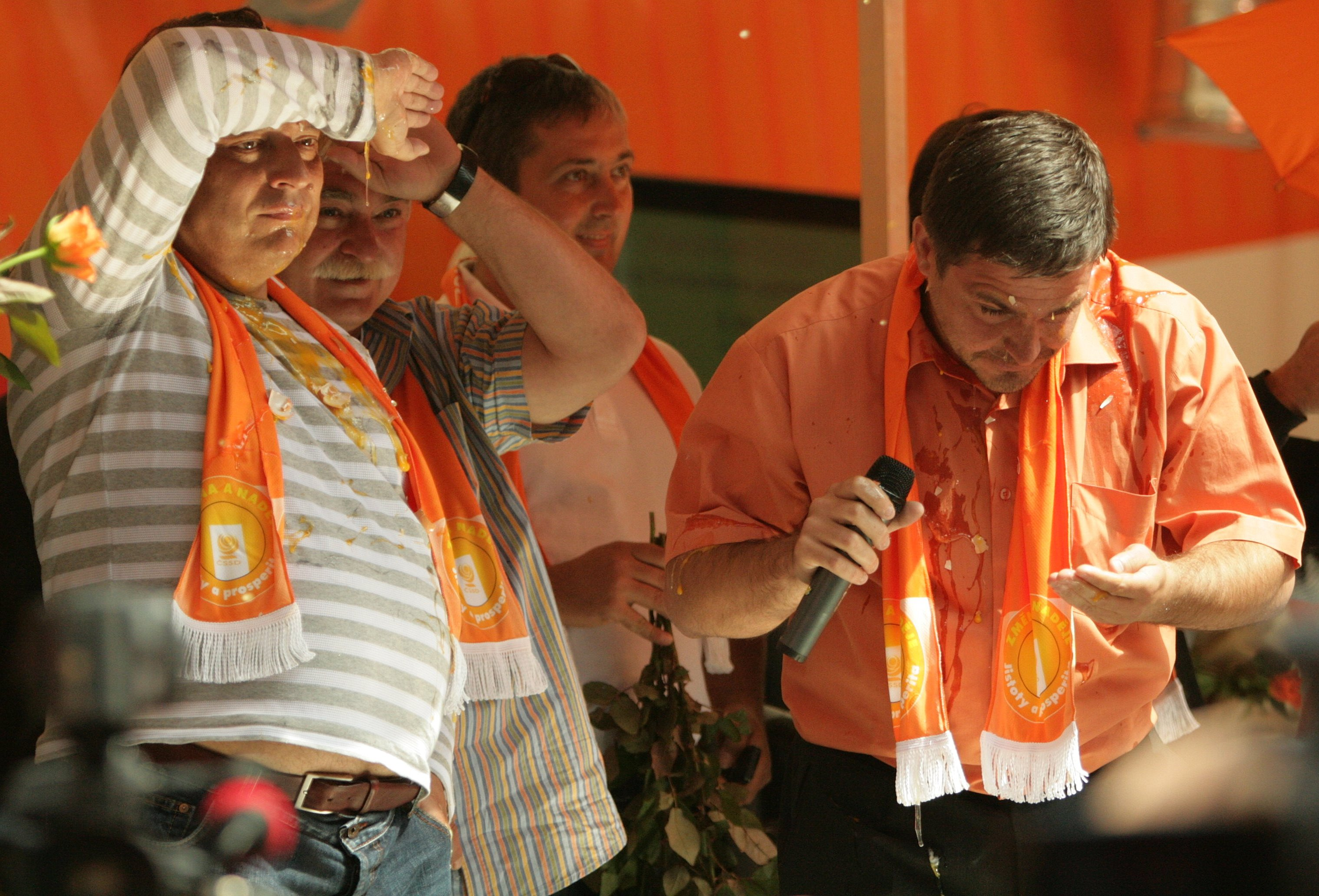
Wahlkampfveranstaltung in Prag: Parteichef Paroubek wurde mit mehreren hundert Eiern beworfen

Die konservativ-bürgerliche Regierung von Mirek Topolánek verfügte im tschechischen Abgeordnetenhaus über keine stabile Mehrheit. Bereits zuvor hatte sie mehrere von der oppositionellen sozialdemokratischen ČSSD initiierte Misstrauensvoten nur knapp überstanden und musste nach einer weiteren Vertrauensabstimmung am 24. März 2009 – noch während der Tschechischen EU-Ratspräsidentschaft – schließlich zurücktreten. Dies führte zu einer sehr angespannten Lage zwischen den beiden großen politischen Parteien ODS und ČSSD, die die Ausgangspositionen des Wahlkampfes deutlich prägte.
Beide großen politischen Parteien ODS und ČSSD führten im Rahmen der Europawahl aggressive Wahlkampagnen, indem sie sich oft gegenseitig attackierten und unfaire Praktiken der Anderen hervorhoben oder unterstellten (sog. negative campaigning). Insbesondere die massiv abnehmende Popularität des sozialdemokratischen Parteichefs Jiří Paroubek unter der jungen Bevölkerung führte zu Protesten und Ausschreitungen auf Wahlkampfveranstaltungen der ČSSD. Paroubek wurde von jungen Leuten auf mehreren Wahlkampfveranstaltungen zuerst mit einzelnen und danach in Prag mit einigen hundert Eiern beworfen. Als Organisierungsplattform für die Proteste diente vor allem das soziale Netzwerk Facebook.
Infolge der zugespitzten Situation um die großen Parteien wirkten Wahlkampagnen kleinerer Parteien eher klanglos. Der ehemalige Präsident Václav Havel unterstützte die grüne Strana zelených und kritisierte mehrmals das üble Niveau des Wahlkampfes.

## Wahlwerbende Parteien und Spitzenkandidaten
Die ODS trat wiederholt mit dem Spitzenkandidaten und bisherigen Europaabgeordneten Jan Zahradil an. Die ČSSD wurde von Jiří Havel geführt. Spitzenkandidatin der KDU-ČSL war Zuzana Roithová und die grüne Strana zelených wurde von Jan Dusík angeführt. Spitzenkandidat der kommunistischen KSČM war der bisherige Europaabgeordnete Miloslav Ransdorf. Am Wahlkampf beteiligte sich weiter eine Vielzahl kleiner Parteien. Die bisherige erfolgreiche Europaabgeordnete Jana Hybášková führte als Spitzenkandidatin die Evropská demokratická strana (EDS) an. Zu den euroskeptischen Parteien gehörten die neu gegründete Libertas.cz, geführt vom ODS-Überläufer Vlastimil Tlustý und dem Europaabgeordneten und Medien-Unternehmer Vladimír Železný, und die Koalition Suverenita, geleitet von der Europaabgeordneten Jana Bobošíková. Insgesamt beteiligten sich an den Wahlen 33 Subjekte.

## Ergebnis

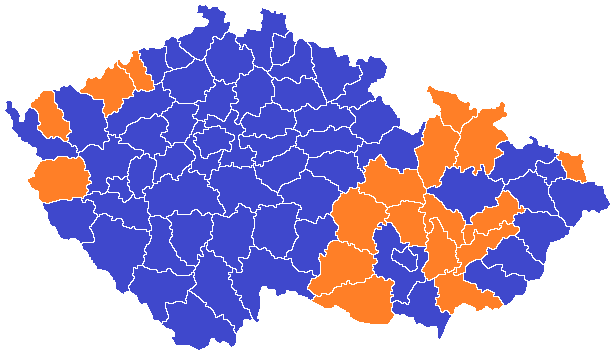
Wahlsieger nach Wahlkreis
(blau: ODS, orange: ČSSD)

| Listen                         | Listen                                                                  | Stimmen   | %    | Mandate | +/- |
| ------------------------------ | ----------------------------------------------------------------------- | --------- | ---- | ------- | --- |
|                                | Občanská demokratická strana (ODS)                                      | 741.946   | 31,5 | 9       | –   |
|                                | Česká strana sociálně demokratická (ČSSD)                               | 528.132   | 22,4 | 7       | +5  |
|                                | Komunistická strana Čech a Moravy (KSČM)                                | 334.577   | 14,2 | 4       | –2  |
|                                | Křesťanská a demokratická unie – Československá strana lidová (KDU-ČSL) | 180.451   | 7,6  | 2       | –   |
|                                | Suverenita – Strana zdravého rozumu                                     | 100.514   | 4,3  | –       | Neu |
|                                | Evropská demokratická strana                                            | 68.152    | 2,9  | –       | Neu |
|                                | Věci veřejné                                                            | 56.636    | 2,4  | –       | Neu |
|                                | Starostové a nezávislí                                                  | 53.984    | 2,3  | –       | Neu |
|                                | Strana zelených                                                         | 48.621    | 2,1  | –       | –   |
|                                | SNK Evropští demokraté                                                  | 39.166    | 1,7  | –       | –3  |
|                                | Strana svobodných občanů                                                | 29.846    | 1,3  | –       | Neu |
|                                | Dělnická strana                                                         | 25.368    | 1,1  | –       | –   |
|                                | Pravý blok                                                              | 23.612    | 1,0  | –       | –   |
|                                | Libertas.cz                                                             | 22.243    | 0,9  | –       | Neu |
|                                | Strana Důstojného Života                                                | 17.061    | 0,7  | –       | Neu |
|                                | Demokratická strana zelených                                            | 14.761    | 0,6  | –       | Neu |
|                                | Politické Hnutí Nezávislí                                               | 12.824    | 0,5  | –       | –2  |
|                                | Moravané                                                                | 9.086     | 0,4  | –       | Neu |
|                                | Sdružení pro republiku – Republikánská strana Československa            | 7.492     | 0,3  | –       | –   |
|                                | Nejen hasiči a živnostníci s učiteli do Evropy                          | 6.904     | 0,3  | –       | Neu |
|                                | Národní strana                                                          | 6.263     | 0,3  | –       |     |
|                                | Sonstige < 0,25 %                                                       | 31.295    | 1,3  | –       | –   |
| Gesamt                         | Gesamt                                                                  | 2.358.934 | 100  | 22      | –2  |
|                                |                                                                         |           |      |         |     |
| Ungültige Stimmen              | Ungültige Stimmen                                                       | 12.075    | 0,5  |         |     |
| Wähler                         | Wähler                                                                  | 2.371.009 | 28,2 |         |     |
| Wahlberechtigte                | Wahlberechtigte                                                         | 8.401.374 |      |         |     |
|                                |                                                                         |           |      |         |     |
| Quelle: Český statistický úřad |                                                                         |           |      |         |     |

## Fraktionen im Europäischen Parlament
| Partei                         | Partei                                                        | Mandate | Fraktion |
| ------------------------------ | ------------------------------------------------------------- | ------- | -------- |
|                                | Občanská demokratická strana                                  | 9 / 22  | EKR      |
|                                | Česká strana sociálně demokratická                            | 7 / 22  | S&D      |
|                                | Komunistická strana Čech a Moravy                             | 4 / 22  | GUE/NGL  |
|                                | Křesťanská a demokratická unie – Československá strana lidová | 2 / 22  | EVP      |
|                                |                                                               |         |          |
| Quelle: Europäisches Parlament |                                                               |         |          |

Die liberale SNK Evropští demokraté (im Jahr 2004 mit 3 Sitzen vertreten) sowie die Vereinigung der Unabhängigen NEZÁVISLÍ (im Jahr 2004 mit 2 Sitzen vertreten) schieden aus dem Europaparlament aus. Die grüne Strana zelených erreichte als einzige im Abgeordnetenhaus vertretene Partei mit 48.621 Stimmen und 2,06 % nicht die Fünf-Prozent-Hürde. Markant ist die große Anzahl verfallener Stimmen.

## Gewählte Abgeordnete
| ODS 1. Evžen Tošenovský 2. Jan Zahradil 3. Oldřich Vlasák 4. Milan Cabrnoch 5. Ivo Strejček 6. Miroslav Ouzký 7. Edvard Kožušník 8. Hynek Fajmon 9. Andrea Češková | ČSSD 1. Jiří Havel 2. Richard Falbr 3. Libor Rouček 4. Pavel Poc 5. Zuzana Brzobohatá 6. Robert Dušek 7. Olga Sehnalová | KSČM 1. Miloslav Ransdorf 2. Vladimír Remek 3. Jiří Maštálka 4. Jaromír Kohlíček | KDU-ČSL 1. Zuzana Roithová 2. Jan Březina |